# Acceleració pròpia

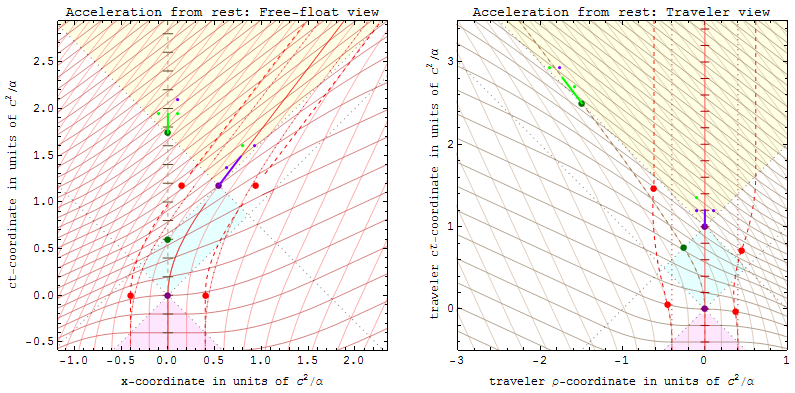
Mapes i visualitzacions dels viatgers d'1 g amb una acceleració adequada des del repòs durant un any.

En la teoria de la relativitat, l'acceleració pròpia és l'acceleració física (és a dir, l'acceleració mesurable com per un acceleròmetre) experimentada per un objecte. Es tracta, doncs, d'una acceleració relativa a un observador en caiguda lliure, o inercial, que es troba momentàniament en repòs en relació amb l'objecte que es mesura. La gravitació, per tant, no provoca una acceleració adequada, perquè la mateixa gravetat actua igualment sobre l'observador inercial. Com a conseqüència, tots els observadors inercials sempre tenen una acceleració adequada de zero.

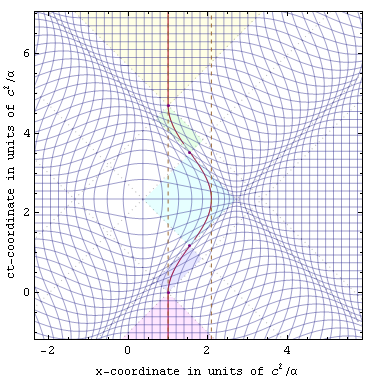
Espai-temps del viatger per a un viatge d'anada i tornada amb acceleració constant.

L'acceleració adequada contrasta amb l'acceleració de coordenades, que depèn de l'elecció dels sistemes de coordenades i, per tant, de l'elecció dels observadors (vegeu acceleració de tres en relativitat especial).
En les coordenades inercials estàndard de la relativitat especial, per al moviment unidireccional, l'acceleració pròpia és la taxa de canvi de la velocitat pròpia respecte al temps de coordenades.
En un marc inercial en què l'objecte està momentàniament en repòs, el vector 3 d'acceleració adequat, combinat amb un component de temps zero, produeix l'acceleració de quatre de l'objecte, que fa que la magnitud de l'acceleració adequada sigui invariant de Lorentz. Així, el concepte és útil: (i) amb sistemes de coordenades accelerats, (ii) a velocitats relativistes, i (iii) en espai-temps corbat.
En un coet que s'accelera després del llançament, o fins i tot en un coet de peu a la plataforma de llançament, l'acceleració adequada és l'acceleració que senten els ocupants, i que es descriu com a força g (que no és una força sinó una acceleració; mireu que article per a més discussió) lliurat només pel vehicle. L'"acceleració de la gravetat" (implicada en la "força de la gravetat") mai contribueix a l'acceleració adequada en cap circumstància i, per tant, l'acceleració adequada que senten els observadors a terra es deu a la força mecànica del sòl, no a la "força" o "acceleració" de la gravetat. Si es retira el terra i es deixa caure lliurement a l'observador, l'observador experimentarà una acceleració coordinada, però no una acceleració adequada i, per tant, cap força g. En general, els objectes en estat de moviment inercial, també anomenats caiguda lliure o trajectes balístics (inclosos objectes en òrbita) no experimenten una acceleració adequada (descuidant les petites acceleracions de marea per a camins inercials en camps gravitatoris). Aquest estat també es coneix com a "gravetat zero" ("zero-g") o "caiguda lliure" i produeix una sensació d'ingravidesa.
L'acceleració adequada es redueix a l'acceleració de coordenades en un sistema de coordenades inercial en l'espai-temps pla (és a dir, en absència de gravetat), sempre que la magnitud de la velocitat pròpia de l'objecte (moment per unitat de massa) sigui molt menor que la velocitat de la llum c. Només en aquestes situacions l'acceleració coordenada es sent totalment com una força g (és a dir, una acceleració adequada, també definida com aquella que produeix un pes mesurable).
En situacions en què la gravitació està absent però el sistema de coordenades escollit no és inercial, sinó que s'accelera amb l'observador (com ara el marc de referència accelerat d'un coet que s'accelera, o un marc fixat sobre objectes en una centrífuga), llavors les forces g i les acceleracions adequades corresponents que senten els observadors en aquests sistemes de coordenades són causades per les forces mecàniques que resisteixen el seu pes en aquests sistemes. Aquest pes, al seu torn, és produït per forces fictícies o "forces inercials" que apareixen en tots aquests sistemes de coordenades accelerats, d'una manera semblant al pes produït per la "força de la gravetat" en sistemes on els objectes estan fixats a l'espai respecte a l'espai. al cos gravitant (com a la superfície de la Terra).
La força (mecànica) total que es calcula per induir l'acceleració adequada sobre una massa en repòs en un sistema de coordenades que té una acceleració adequada, mitjançant la llei de Newton F = ma, s'anomena força pròpia. Com s'ha vist anteriorment, la força adequada és igual a la força de reacció oposada que es mesura com el "pes operacional" d'un objecte (és a dir, el seu pes mesurat per un dispositiu com una bàscula de molla, al buit, en el sistema de coordenades de l'objecte). Així, la força adequada sobre un objecte és sempre igual i oposada al seu pes mesurat.

## Exemples
Quan s'aferra a un carrusel que gira a velocitat angular constant, un observador experimenta una acceleració adequada radialment cap a dins (centrípeta) a causa de la interacció entre la presa de mà i la mà de l'observador. Això cancel·la l'acceleració geomètrica radial cap a l'exterior associada al seu marc de coordenades giratòria. Aquesta acceleració cap a l'exterior (des de la perspectiva del marc giratori) es convertirà en l'acceleració de coordenades quan es deixen anar, fent-los volar per un camí d'acceleració adequada (geodèsica) zero. Els observadors no accelerats, per descomptat, en el seu marc simplement veuen que les seves acceleracions iguals pròpies i coordenades desapareixen quan es deixen anar.
Animació: pèrdua d'adherència a un carrusel
De la mateixa manera, els observadors situats en un planeta no giratori (i a la terra amb finalitats pràctiques) experimenten una acceleració adequada a l'alça a causa de la força normal exercida per la terra a la part inferior de les seves sabates. Això cancel·la l'acceleració geomètrica descendent a causa de l'elecció del sistema de coordenades (un anomenat shell-frame). Aquesta acceleració cap avall es converteix en coordenada si inadvertidament baixen d'un penya-segat cap a una trajectòria d'acceleració adequada zero (geodèsica o de marc de pluja).
Les acceleracions geomètriques (a causa del terme de connexió de la derivada covariant del sistema de coordenades a continuació) actuen sobre cada gram del nostre ésser, mentre que les acceleracions adequades solen ser causades per una força externa. Els cursos d'introducció a la física sovint tracten l'acceleració descendent (geomètrica) de la gravetat com a causa d'una força proporcional a la massa. Això, juntament amb l'evitació diligent de fotogrames no accelerats, els permet tractar l'acceleració adequada i coordinada com el mateix.
Fins i tot si un objecte manté una acceleració adequada constant des del repòs durant un període prolongat en l'espai-temps pla, els observadors del marc de repòs veuran que l'acceleració de coordenades de l'objecte disminueix a mesura que la seva velocitat de coordenades s'acosta a la velocitat de la llum. La velocitat a la qual augmenta la velocitat pròpia de l'objecte, però, es manté constant.
Així, la distinció entre acceleració adequada i acceleració coordenada permet fer un seguiment de l'experiència dels viatgers accelerats des de diverses perspectives no newtonianes. Aquestes perspectives inclouen les dels sistemes de coordenades accelerats (com un carrusel), de les altes velocitats (on els temps propis i de les coordenades difereixen) i de l'espai-temps corbat (com el associat a la gravetat a la Terra).